# 1595
1595 (MDXCV) fue un año común comenzado en domingo del calendario gregoriano y un año común comenzado en miércoles del calendario juliano.

## Acontecimientos
- 29 de enero: en Londres (Inglaterra) se estrena Romeo y Julieta de William Shakespeare.
- 12 de marzo: en Tolima (Colombia) entra en erupción el volcán Nevado del Ruiz, dejando un saldo de 636 víctimas.
- 8 de junio: en Venezuela, los corsarios ingleses Amyas Preston y George Somers asaltan y queman Santiago de León (actual Caracas).
- 21 de diciembre: en Venezuela, el español Diego Hernández de Serpa funda la aldea de Santo Tomé de Guayana, actual Ciudad Bolívar.
- En Middelburg (Países Bajos), Zacharias Janssen inventa el microscopio.
- En La Sarga (España) comienza la Batalla del Agua, en que los habitantes de Alcoy y Jijona disputan por el uso del agua. Hacia 1620 el rey Felipe III decretará la paz.
- En Islas Canarias, los corsarios británicos Francis Drake y John Hawkins atacan Las Palmas de Gran Canaria, siendo derrotados. (Expedición de Drake y Hawkins). La misma expedición inglesa atacará Puerto Rico, que también será derrotada, aunque los ingleses sufrieron grandes pérdidas, incluyendo la muerte de ambos marinos.
- Ataque de cuatro barcos españoles comandados por Carlos de Amésquita desembarcaron en Cornualles (oeste de Inglaterra), huyeron sin problemas de una flota enviada para destruirlos.
- (Fecha desconocida) En México una imagen de Jesucristo es encontrada en un cerro cerca de la población de Tlacotepec de Benito Juárez el cual en la actualidad recibe gran afluencia de peregrinos

## Arte y literatura
- Teatro isabelino.
- Ricardo II de William Shakespeare.
- Sueño de una noche de verano de William Shakespeare.
- Romeo y Julieta de William Shaekespeare.
- William Alabaster.
  - Roxana.

## Ciencia y tecnología
- Giordano Bruno: Suma sobre la nomenclatura metafísica.
- Gerardus Mercator publica su Atlas.

## Nacimientos
- 31 de julio: Alessandro Algardi, escultor italiano (f. 1654).
- Timoteo Pérez Vargas, Obispo italiano en Bagdad (f. 1651).

## Fallecimientos
- 13 de enero: Ercole Procaccini, pintor italiano (n. 1520).
- 15 de enero: Murad III, sultán del Imperio otomano.
- 25 de abril: Torquato Tasso, poeta italiano (n. 1544).
- 26 de mayo: Felipe Neri, religioso y santo italiano (n. 1515).
- 20 de noviembre: Gaspar de Quiroga y Vela, religioso español.